# Пушић
Пушић је српско и хрватско презиме. Значајне личности са презименом су:
- Антоније Пушић (рођен 1963), познатији као Рамбо Амадеус, црногорски певач
- Босиљка Пушић (рођена 1936), црногорска књижевница и пјесникиња
- Теодора Пушић (рођена 1993), српска одбојкашица